# Verkeersoverlast
Verkeersoverlast is een verzamelnaam voor alle soorten overlast die wordt veroorzaakt door verkeer. Het betreft dan voornamelijk: geluidsoverlast en stankoverlast, maar ook drukte kan als overlast gezien worden.

## Maatregelen
Om verkeersoverlast te verminderen worden bijvoorbeeld langs snelwegen geluidsschermen geplaatst om de geluidsoverlast te verminderen. Ook kan op snelwegen (tijdelijk) de maximumsnelheid verlaagd worden om stankoverlast worden. Dit wordt tevens uit milieuoverwegingen gedaan. In steden kan als maatregel in bepaalde buurten waar bijvoorbeeld veel overlast van brom- en snorfietsen is regelmatig gecontroleerd worden op opgevoerde voertuigen. Tegen 'hardrijders' kunnen bijvoorbeeld verkeersdrempels of flitspalen worden geplaatst.
Verondersteld wordt dat een groot deel van de verkeersoverlast in de wereld sterk zal verminderen wanneer bijna alle personenauto's op elektriciteit rijden.

## Verkeerslawaai
Geluid dat afkomstig is van verkeer zoals personenauto's, treinen of vliegtuigen wordt ook wel verkeerslawaai genoemd. Het verschilt per persoon of verkeerslawaai ook als overlast wordt ervaren.

## Voorbeelden

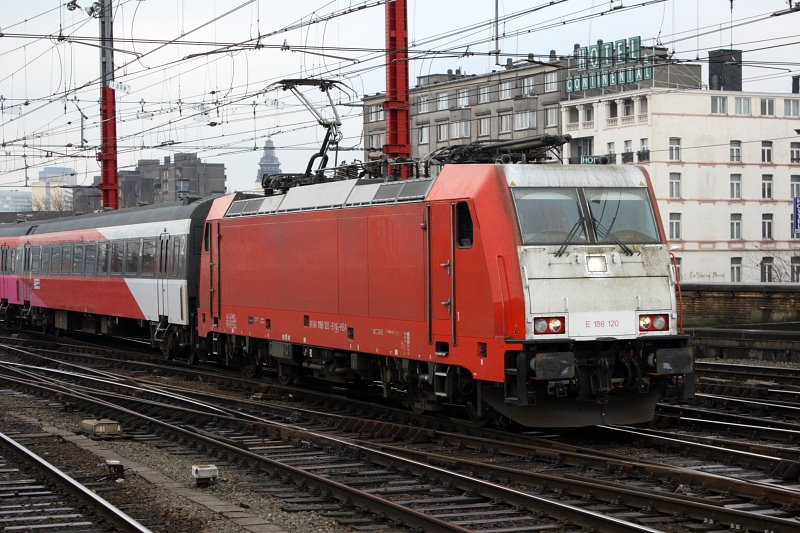
Treinen die op het traject HSL-zuid te vinden zijn.

### HSL-Zuid
Al een aantal jaar hebben de Nederlandse staat en bewoners van Berkel en Rodenrijs, Bergschenhoek en Bleiswijk met elkaar een conflict over de geluidsnormen van de HSL-Zuid. Zo beweren bewoners dat de treinen meer geluid veroorzaken dan wettelijk is toegestaan.

### 80 kilometerzone
Op sommige snelwegen in Nederland zijn 80 kilometerzones ingericht, zoals de A13 bij Rotterdam en de A12 bij Utrecht. Dit omdat sommige onwonenden van de desbetreffende snelwegen stank- en geluidsoverlast aan de snelwegen zouden ondervinden. Het verlagen van de maximumsnelheid zou de stank- en geluidsoverlast moeten terugdringen.
burenoverlast ·
dierenoverlast ·
drugsoverlast ·
duivenoverlast ·
geluidshinder ·
jongerenoverlast ·
stankoverlast ·
verkeerslawaai ·
verkeersoverlast ·
vuurwerkoverlast ·
wateroverlast